# Karl Schapper (résistant)
 (novembre 2024).
Karl Schapper (né le 27 août 1879 à Groß Möringen, mort le 1er février 1941 à Berlin-Plötzensee) est un résistant allemand au nazisme.

## Biographie
Karl Schapper est issu de la famille d'un pasteur protestant et est un descendant d'Adolf Krummacher (de).
Après le gymnasium de Wernigerode, Schapper étudie le droit à Leipzig, Berlin et en Suisse. En tant qu'avocat stagiaire dans le service prussien, il effectue des stages à Haigerloch, Neuwied, Sigmaringen et Potsdam. En 1906, il devient assesseur au Landratsamt de Bochum. De 1913 à 1920, il travaille dans l'administration des chemins de fer. En 1920, il quitta l'administration des chemins de fer et devient procureur du comte Tiele-Winckler (de) en Haute-Silésie. Vers la même époque, il se convertit au catholicisme. En 1933, Schapper devient conseiller juridique de Hütten AG à Katowice. Au cours de ses voyages en Pologne, Schapper est en contact avec le magazine catholique critique nazi Der Deutsche in Polen, où il écrit des articles dans lesquels il décrit l'incompatibilité de la compréhension chrétienne de la foi avec l'idéologie nazie. En 1939, il est en contact avec des membres présumés de la résistance militaire contre Hitler. A Niederbreisig, où Schapper avait acquis l'Idyllenhof, il entretient des contacts avec l'opposition bourgeoise à Hitler. À la suite d'une dénonciation, il est arrêté par la Gestapo le 9 septembre 1939, avec son épouse Irmgard Wambsganss. Schapper est condamné à mort par le 2e Sénat du Volksgerichtshof de Berlin pour haute trahison et décapité le 1er février 1941 dans la prison de Plötzensee.
Schapper appartient à la première résistance chrétienne contre Hitler. Son éducation bourgeoise humaniste et sa foi chrétienne à caractère œcuménique l'ont conduit à s'opposer personnellement au nazisme. Les dossiers désormais accessibles montrent une personne qui a subi toutes les conséquences de la résistance et de l'acceptation d'être martyrisée.
L'Église catholique a inclus Karl Schapper comme témoin de foi dans le martyrologe allemand du XXe siècle.